# 中野区立中野東中学校
中野区立中野東中学校（なかのくりつ なかのひがしちゅうがっこう）は、東京都中野区にある公立中学校。2018年に中野区立第三中学校と中野区立第十中学校を統合して設立された。

## 沿革
- 2013年（平成25年）3月 - 「中野区立小中学校再編計画（第2次）」が決定され、2018年（平成30年）3月に第三中学校と第十中学校を閉校し、同年4月に統合新校を開校することが決まる。
- 2018年（平成30年）4月 - 旧・第三中学校跡地にて、開校。
- 2021年（令和3年）9月 - 旧・第十中学校跡地の新校舎へ移転。

## 中野区立第三中学校
中野区立第三中学校（なかのくりつだいさんちゅうがっこう）は、東京都中野区東中野五丁目にあった公立中学校。2018年に中野区立第十中学校と統合し中野区立中野東中学校となった。第三中学校が中野東中学校の存続校舎となった。

### 概要
生徒は主に白桜小学校（旧東中野小学校・旧中野昭和小学校）・塔山小学校・桃園第二小学校・谷戸小学校の出身者で構成された。
通称は「三中」（さんちゅう）、または「中野三中」。
1974年度（昭和49年度）から2000年度（平成12年度）まで27年間、文部省帰国子女教育研究協力校。制度変更後も帰国子女の受け入れを続け、2002年（平成14年）7月には中野区教育委員会により、「中野区帰国生徒受け入れ重点校」として認定された。時代によって変化はあるが、概ね1 - 2割の生徒が帰国子女である。ニュージーランドのウェリントン市との交換留学生を受け入れており（1990年、1999年、2007年）、帰国子女受け入れとも合わせて国際交流には積極的な点が特色といえる。
女子バスケットボール部が1990年（平成2年）に全国制覇。1992年（平成4年）にも関東大会進出を果たしている。吹奏楽部は1989年（平成元年） - 1990年（平成2年）に東京都吹奏楽部C組で金賞1位受賞。
制服は男子は黒の詰襟に金ボタン、女子は紺色のリボンのセーラー服で冬服は紺、夏服は白がベース。

### 沿革
- 1947年（昭和22年）4月 - 学制改革に伴い桃園第二小学校内に開校
- 1949年（昭和24年）2月 - 校舎落成
- 1974年（昭和49年）4月 - 帰国子女教育研究協力校（文部省）の指定を受ける
- 1989年（平成元年）8月
  - - 東京都中学校吹奏楽コンクール金賞（1位）受賞
  - - 第19回全国中学校バスケットボール大会優勝（女子）
- 1990年（平成2年）8月 - 東京都中学校吹奏楽コンクール金賞（1位）受賞
- 2002年（平成14年）7月 - 「中野区帰国生徒受け入れ重点校」の指定を受ける
- 2007年（平成19年）10月 - 創立60周年記念式典
- 2018年（平成30年）3月 - 閉校

### 著名な出身者
- 松坂慶子（女優）
- 快楽亭ブラック (落語家)
- 大山妙子（元女子バスケットボール日本代表）
- 冨永みーな（声優）
- 上白石萌歌 (女優・歌手)

## 中野区立第十中学校
中野区立第十中学校（なかのくりつ だいじゅうちゅうがっこう）は、東京都中野区にあった公立中学校。少子化に伴い、2018年に中野区立第三中学校と統合し中野区立中野東中学校となる。

### 概要
桃園小学校・塔山小学校・谷戸小学校・向台小学校 ・仲町小学校の出身者で構成されていた。
通称は「十中」（じっちゅう・じゅっちゅう）、または「中野十中」。
標準服は、2010年（平成22年）度まで、冬服は子は黒の詰襟に金ボタン、女子は紺赤のリスカーフセーラー服で冬、夏服紺それぞれ白のYシャツ夏紺または白のベストにYシャツ着用であった。
2011年（平成23年）度より、新標準服が採用され、冬服は男子は紺のブレザー、女子は赤色のリボンのセーラー服で、夏服はそれぞれ水色のポロシャツ、白を基調としたセーラー服であった。

### 沿革
- 1954年（昭和29年） - 設置。
- 2018年（平成30年） - 閉校。